# Beb Guérin
Pour les articles homonymes, voir Guérin.
Bernard "Beb" Guérin, né le 22 décembre 1941 à La Rochelle et mort le 14 novembre 1980 à Paris, est bassiste de jazz français. 

## Biographie
Bernard Guérin naît le 22 décembre 1941 à La Rochelle.
Il a diplôme de technicien supérieur du bâtiment. En 1964, il commence à étudier la contrebasse au Conservatoire de Versailles. Il tourne ensuite avec Jimmy Gourley, Sonny Criss et Jacques Pelzer.
Il s'installe à Paris en 1966.
Il travaille avec François Tusques, Barney Wilen, Mal Waldron, Don Cherry, Joachim Kühn, Marion Brown, Sunny Murray, Alan Silva, Jacques Coursil, Arthur Jones (en), Clifford Thornton (en) et Sonny Sharrock, mais également avec François Jeanneau et Bernard Vitet. Avec les bassistes Jean-François Jenny-Clark, François Méchali, Léon Francioli et Barre Phillips, il forme un duo et un trio. Il joue (jusqu'en 1976) dans l'unité de Michel Portal, puis dans l'Orchestre intercommunal de musique de danse libre de François Tusques, le sextuor de Jacques Thollot et dans la Compagnie Lubat. Il accompagne également les chanteuses Colette Magny et Toto Bissainthe. 
Il meurt le 14 novembre 1980 à Paris,.